# لجنة العمل الروسية
لجنة العمل الروسية هي حركة ائتلافية للمعارضة الروسية في المنفى، تم تشكيلها في 20 مايو 2022 في المؤتمر الثاني المناهض للحرب لمنتدى روسيا الحرة في فيلنيوس ليتوانيا. شارك في تأسيس الحركة غاري كاسباروف وميخائيل خودوركوفسكي.
أدرج جاري كاسباروف ثلاث افتراضات رئيسية في وثيقة برنامج اللجنة: الاعتراف بأن الهجوم على أوكرانيا هو حرب إجرامية، وأن النظام غير الشرعي لفلاديمير بوتين هو من أطلقها، والاعتراف بوحدة أراضي أوكرانيا بما في ذلك شبه جزيرة القرم ودونباس.
دعا ممثلو اللجنة إلى إنشاء ما يسمى بجواز السفر «الروسي الجيد» لأولئك الذين يعارضون الحرب مع أوكرانيا.
في أغسطس 2022 ذكرت اللجنة أنها كانت تنظم اجتماعًا بعنوان «مؤتمر روسيا الحرة» بمشاركة سياسيين غربيين. ويقول منظمو الحدث إن «مهمة الكونغرس هي توحيد جهود الجزء الأكثر نشاطًا ضد الحرب في المجتمع الروسي والعالم الغربي الحر لدعم أوكرانيا ومعارضة نظام فلاديمير بوتين». عقد المؤتمر في الفترة من 31 أغسطس إلى 2 سبتمبر تحت شعار «كن شجاعا مثل أوكرانيا». حضر المؤتمر فيكتور شندروفيتش وديمتري بيكوف وجينادي جودكوف وفلاديسلاف إينوزيمتسيف ويفغيني كيسليوف وكذلك رئيس لجنة الشؤون الخارجية في سيماس ليتوانيا ورئيس وزراء جورجيا السابق فانو ميرابيشفيلي. واختتم الكونجرس بعبارة «سنواصل الدعوة ومنح اللجوء لكل من يناضل من أجل الحرية ومساعدة أوكرانيا على الفوز».